# Caeneressa ningyuena
Caeneressa ningyuena är en fjärilsart som beskrevs av Obraztsov 1957. Caeneressa ningyuena ingår i släktet Caeneressa och familjen björnspinnare. Inga underarter finns listade i Catalogue of Life.